# Repertoire (teater)
 For alternative betydninger, se Repertoire. (Se også artikler, som begynder med Repertoire)
Et repertoire er en samling af skuespil, operaer, musicals, roller og lignende, som et firma, et teater eller en person kan eller vil opføre..
For personer tæller repertoiret de sange eller roller de har øvet sigt i at fremføre. Musikere kan have et musikalsk repertoire, som tæller de sange og musikstykker, som de kan fremføre.
Repertoiret for et teater er de stykker, som vil bliver opført løbet af en sæson eller jævnligt bliver opsat.